# کریس بارکر
کریس بارکر (انگلیسی: Chris Barker; ۲ مارس ۱۹۸۰ – ۱ ژانویهٔ ۲۰۲۰) بازیکن فوتبال اهل بریتانیا بود.
از باشگاه‌هایی که در آن بازی کرده‌است می‌توان به باشگاه فوتبال استوک سیتی، باشگاه فوتبال کویینز پارک رنجرز، باشگاه فوتبال کولچستر یونایتد، باشگاه فوتبال بارنزلی، باشگاه فوتبال ساوتند یونایتد، باشگاه فوتبال آلدرشات تاون، باشگاه فوتبال پلیموث آرگیل، و باشگاه فوتبال کاردیف سیتی اشاره کرد.